# Isaac Delusion
Isaac Delusion est un groupe de musique  pop et électronique originaire de Paris et fondé en 2012. 

## Historique
Les membres se sont rencontrés au lycée, à Vincennes. Loïc est le chanteur guitariste, et chante avec une voix de tête, qui peut rappeler celle de Jimmy Somerville,,. Le groupe était au départ un duo, avec Loïc et Jules, puis s'est transformé en quatuor,. Selon le site de l'ADAMI, « la musique d'Isaac Delusion célèbre l'union du rêveur et du somnambule. » En 2012 sort leur premier EP Midnight Sun, dont le titre éponyme les a révélés au public,, puis a été diffusé sur les ondes de la Radio Nova.
Après un deuxième EP Early Morning, ils sortent leur premier album homonyme Isaac Delusion, en 2014, enregistré dans une ferme en Normandie. 
Ils jouent sur plusieurs scènes, ainsi qu'au Nouveau Casino, à la Gaîté lyrique, au Trianon, concerts tous complets, puis jouent à l'Olympia. En 2015, ils sont présents dans divers festivals renommés, comme le festival des Vieilles Charrues,, le Printemps de Bourges ou le Montreux Jazz Festival — concert retransmis en live sur le site de la revue Les Inrockuptibles.
Leurs concerts sont accompagnés de projections vidéos, réalisées par Mateusz Bialecki, qui réalise également la plupart de leurs clips. Le chanteur Loïc déclare en 2014 : « On aime l’image, on aime le cinéma. Si on peut l’intégrer dans notre musique, c’est parfait. En live, les deux se servent : la musique sert à l’image, l’image sert à la musique. Et ça crée un lien, une esthétique qui paraît presque évidente. »
En 2015, ils sont lauréats du Talents ADAMI Détours, et sortent leur single How Much You Want Her qui marque leur signature sur le label microqlima. Leur deuxième album Rust and Gold sort en avril 2017 chez microqlima records, après avoir dévoilé un premier clip réalisé par Nadia Lee Cohen, sur la chanson Isabella. La sortie de l'album s'accompagne de plusieurs concerts, dont deux dates à l'Élysée Montmartre en avril 2017.
En avril 2018, une reprise de Couleur menthe à l'eau d'Eddy Mitchell est publiée.
Leur chanson The Sinner s’entend dans les génériques de fin du film Je ne suis pas un homme facile,  réalisé par Éléonore Pourriat ainsi qu'en tant que générique de la seconde saison de Bref en 2025.

## Distinctions
- Le Fair 2015 : lauréat
- Talents ADAMI Détours 2015[9] : lauréat